# Chino de Meixian
El dialecto de Meixian o Moiyan (en chino tradicional, 梅縣話; en chino simplificado, 梅县话; pinyin, méixiàn huà; pha̍k-fa-sṳ: Mòi-yan-fa; IPA: [moi˩ jan˥ fa˥˧]) también conocido como dialecto de Meizhou (梅州話), de Jiaying o de Sixian (en Taiwán), es el dialecto de prestigio del chino hakka. Lleva el nombre del distrito de Meixian de la provincia de Guangdong.

## Fonología

### Iniciales
Hay dos series de oclusivas y africadas en hakka, ambas sordas: tenuis :/ p t ts k/ y aspiradas:/ pʰ tʰ tsʰ kʰ/.
|            |            | Labial   | Dental    | Palatal      | Velar    | glotal  |
| ---------- | ---------- | -------- | --------- | ------------ | -------- | ------- |
| Nasal      | Nasal      | /m/ ⟨m⟩  | /n/ ⟨n⟩   | [ɲ] ⟨ng(i)⟩* | /ŋ/ ⟨ng⟩ |         |
| Explosiva  | tenuis     | /p/ ⟨b⟩  | /t/ ⟨d⟩   | [c] ⟨g(i)⟩*  | /k/ ⟨g⟩  | (ʔ)     |
| Explosiva  | aspirada   | /pʰ/ ⟨p⟩ | /tʰ/ ⟨t⟩  | [cʰ] ⟨k(i)⟩* | /kʰ/ ⟨k⟩ |         |
| Africada   | tenuis     |          | /ts/ ⟨z⟩  |              |          |         |
| Africada   | aspirada   |          | /tsʰ/ ⟨c⟩ |              |          |         |
| Fricativa  | Fricativa  | /f/ ⟨f⟩  | /s/ ⟨s⟩   | [ç] ⟨h(i)⟩*  |          | /h/ ⟨h⟩ |
| aproximado | aproximado | /ʋ/ ⟨v⟩  | /l/ ⟨l⟩   | /j/ ⟨y⟩      |          |         |

* Cuando las iniciales/ k/ ⟨g⟩,/ kʰ/ ⟨k⟩,/ h/ ⟨h⟩ y/ ŋ/ ⟨ng⟩ van seguidas de una medial palatasl/ j/ ⟨i⟩, se convierten en [ c ] ⟨g(i)⟩, [ cʰ ] ⟨k(i)⟩, [ ç ] ⟨h(i)⟩ y [ ɲ ] ⟨ng(i)⟩, respectivamente.

### Rimas
El moiyan tiene siete vocales,/ɹ̩/,/i/,/e/,/a/,/ə/,/ɔ/ y/u/, que se romanizan como ii, i, ê, a, e, o y u, respectivamente.
|         | Afuera | Anterior | Central   | Posterior |
| ------- | ------ | -------- | --------- | --------- |
| Cerrada | ɹ̩ ⟨ii⟩ | i ⟨i⟩    |           | u ⟨u⟩     |
| Media   |        | e̞ ⟨ê⟩    | ə (ɘ) ⟨e⟩ | ɔ ⟨o⟩     |
| Abierta |        |          | a ⟨a⟩     |           |

#### Finales
Además, las finales de Hakka exhiben las consonantes finales que se encuentran en el chino medio, a saber, [m, n, ŋ, p, t, k] que están romanizados como m, n, ng, b, d y g respectivamente en la romanización oficial de Moiyan.
| Núcleo  | medial  | coda | coda | coda | coda | coda | coda | coda | coda | coda |
| Núcleo  | medial  | -∅   | -i   | -u   | -m   | -n   | -ŋ   | -p   | -t   | -k   |
| ------- | ------- | ---- | ---- | ---- | ---- | ---- | ---- | ---- | ---- | ---- |
| - a -   | ∅-      | a    | ai   | au   | am   | an   | aŋ   | ap   | at   | ak   |
| - a -   | j-      | ja   | jai  | jau  | jam  | jan  | jaŋ  | jap  | jat  | jak  |
| - a -   | w-      | wa   | wai  |      |      | wan  | waŋ  |      | wat  | wak  |
| - e -   | ∅-      | e̞    |      | e̞u   | e̞m   | e̞n   |      | e̞p   | e̞t   |      |
| - e -   | j-      | je̞   |      |      |      | je̞n  |      |      | je̞t  |      |
| - e -   | w-      | we̞   |      |      |      | we̞n  |      |      | we̞t  |      |
| - i -   | ∅-      | i    |      | iu   | im   | in   |      | ip   | it   |      |
| -o-     | ∅-      | o    | oi   |      |      | on   | oŋ   |      | ot   | ok   |
| -o-     | j-      | jo   | joi  |      |      | jon  | joŋ  |      |      | jok  |
| -o-     | w-      | wo   |      |      |      | won  | woŋ  |      |      | wok  |
| -u-     | ∅-      | u    | ui   |      |      | un   | uŋ   |      | ut   | uk   |
| -u-     | j-      |      | jui  |      |      | jun  | juŋ  |      | jut  | juk  |
| -ə-     | ∅-      |      |      |      | əm   | ən   |      | əp   | ət   |      |
| Sílabas | Sílabas | ɹ̩    |      |      | m̩    | n̩    | ŋ̩    |      |      |      |

### Tono
El moiyan tiene seis tonos. Las sílabas iniciales totalmente sonoras del chino medio se convirtieron en una sílaba inicial sorda aspirada en hakka. Antes de que eso sucediera, los cuatro 'tonos' del chino medio, ping, shang, qu, ru, sufrieron una división de voz en el caso de ping y ru, dando a este dialecto seis tonos en las versiones tradicionales.
| Número de tono | Nombre    | hanzi | Letras | número |
| -------------- | --------- | ----- | ------ | ------ |
| 1              | yin ping  | 陰平  | ˦      | 44     |
| 2              | yang ping | 陽平  | ˩      | 11     |
| 3              | shang     | 上    | ˧˩     | 31     |
| 4              | que       | 去    | ˥˧     | 53     |
| 5              | yin ru    | 陰入  | ˩      | 2      |
| 6              | yang ru   | 陽入  | ˥      | 5      |

Estas divisiones tonales "yin-yang" se desarrollaron principalmente como consecuencia del tipo de inicial que tenía una sílaba china durante la etapa del chino medio, con sílabas iniciales sordas [p- t- k-] tendiendo a ser del tipo yin, y las sílabas iniciales sonoras [b- d- ɡ-] evolucionando hacia el tipo yang. Sin embargo, en el moiyan moderno, parte de los caracteres tonales Yin Ping tienen iniciales sonoras [m n ŋ l] originariamente de las sílabas tonales Shang del chino medio y los caracteres tonales Qu totalmente sonoros, por lo que la distinción sonora/sorda debe tomarse sólo como regla general.
Los contornos de tono difieren más a medida que uno se aleja del área de Meixian. Por ejemplo, el contorno del Yin Ping es ˧ (33) en Changting (長汀) ˨˦ (24) en Sixian (四縣), Taiwán.

## Variación interna
El dialecto de Meixian se puede dividir en cuatro acentos, que son:
Acento de Meicheng: la mayoría de los municipios de la parte central del condado de Meixian (incluido el actual distrito de Meijiang)
Acento Songkou: Songkou, Longwen, Taoyao.
Acento Meixi: Meixi.
Acento del río Shejiang: río Shejiang al suroeste del condado de Meixian.